# Jackie (film, 2016)
A Jackie (eredeti cím: Jackie) 2016-ban bemutatott amerikai–chilei–német–francia film, amelyet Pablo Larraín rendezett.
A forgatókönyvet Noah Oppenheim írta. A producerei Juan de Dios Larraín, Darren Aronofsky, Mickey Liddell, Scott Franklin és Ari Handel. A főszerepekben Natalie Portman, Peter Sarsgaard, Greta Gerwig, Billy Crudup és John Hurt láthatóak. A zeneszerzője Mica Levi. A tévéfilm gyártója az LD Entertainment, a Wild Bunch, a Fabula, a Why Not Productions, az Endemol Shine Studios,a Bliss Media és a Protozoa, forgalmazója a Fox Searchlight Pictures. Műfaja filmdráma és életrajzi film.
Amerikában 2016. december 2-án, Magyarországon 2017. február 9-én mutatták be a mozikban.

## Cselekmény
A film bemutatja Jackie Kennedyt, (Natalie Portman) az Egyesült Államok Fehér Házának first ladyjét és életét a férje, John F. Kennedy elnök Dallasban 1963. november 22-én elkövetett meggyilkolását követő négy napon keresztül. Vannak jelenetek az elnök meggyilkolásáról, a temetésre való készülődésről és az elhunyt búcsúztatójáról. Jacqueline megpróbálja megérteni, mi történt vele.
Az asszony tragikus eseményt követő időszakban férje örökségéért és az általa tervezett világért küzdött. A történet a Life magazin újságírójának, Theodore H. White-nak a massachusettsi Hyannis Portban az özveggyel készített interjúja alapján készült.

## Szereplők
| Szereplő                   | Színész            | Magyar hang         |
| -------------------------- | ------------------ | ------------------- |
| Jacqueline Kennedy Onassis | Natalie Portman    | Zsigmond Tamara     |
| Robert F. Kennedy          | Peter Sarsgaard    | Hevér Gábor         |
| Nancy Tuckerman            | Greta Gerwig       | Nagy-Németh Borbála |
| Az újságíró                | Billy Crudup       | Stohl András        |
| A pap                      | John Hurt          | Fodor Tamás         |
| Jack Valenti               | Max Casella        | Csőre Gábor         |
| Lady Bird Johnson          | Beth Grant         | Andai Katalin       |
| William Walton             | Richard E. Grant   | Bognár Tamás        |
| John Fitzgerald Kennedy    | Caspar Phillipson  | Király Attila       |
| Lyndon B. Johnson          | John Carroll Lynch | Kőszegi Ákos        |